# Max & Ruby
Max & Ruby és una sèrie animada produïda per Silver Lining Productions, 9 Story Entertainment, Treehouse Originals, Nelvana i Nickelodeon Productions el 2002. La sèrie és basada en els llibres infantils creats per Rosemary Wells, els episodis consisteixen en les històries sobre el conill Max i la seva germana gran Ruby.